# Indian Removal Act

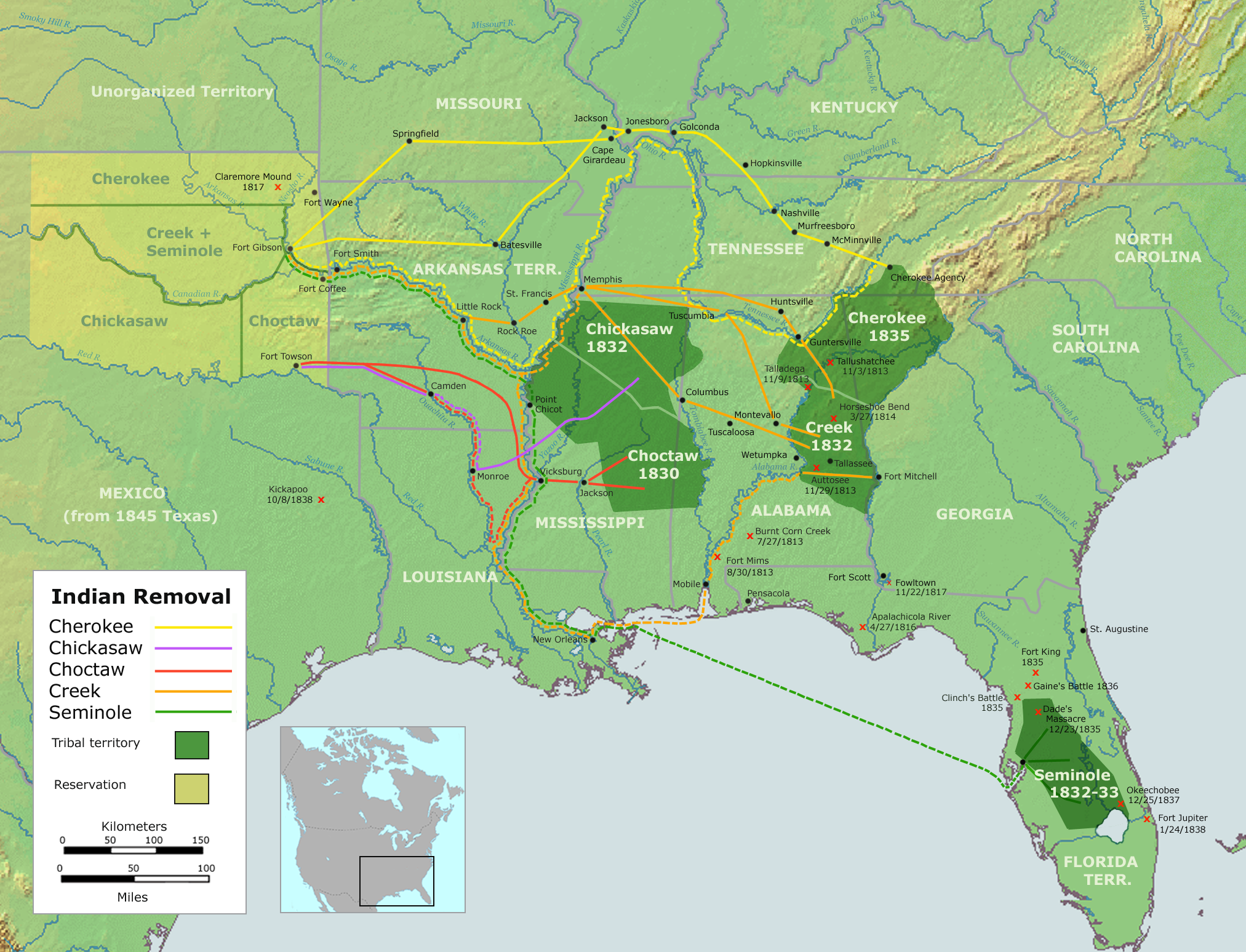
De l'Indian Removal Act resultà el trasllat de nombroses amerindis i el Camí de les Llàgrimes

L'Indian Removal Act (Llei de trasllat índia) va ser una llei aprovada pel Congrés dels Estats Units d'Amèrica el 28 de maig de 1830, durant la Presidència d'Andrew Jackson. Autoritzava a negociar amb les tribus ameríndies del sud dels EUA la seva deportació al territori federal a l'oest del riu Mississipi a canvi de les seves terres ancestrals.
La llei va rebre un suport ferm de persones no natives del Sud, que estaven desitjosos d'obtenir accés a les terres habitades per les cinc tribus civilitzades. Els missioners cristians, sobretot Jeremies Evarts, van protestar contra l'aprovació.

## Antecedents

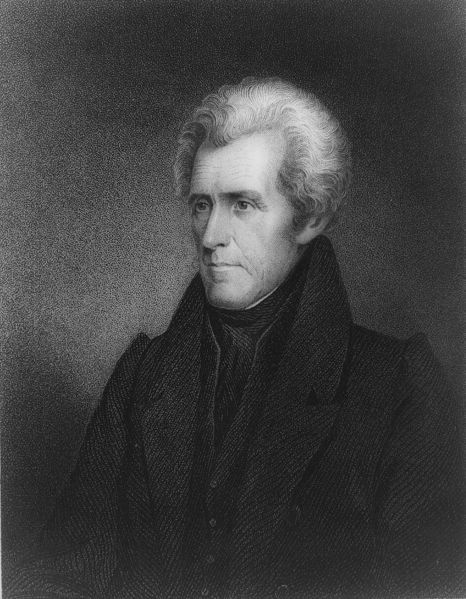
El president Andrew Jackson va fer una crida a l'aprovació de l'Indian Removal Act en 1829

Les "Cinc tribus civilitzades," formades per les nacions originals Chickasaw, Choctaw, Muscogee-Creek, Seminola, i Cherokees, s'havien establert com a nacions autònomes al sud-est dels Estats Units. L'aculturació proposada per George Washington estava en marxa entre els cherokee i choctaw. La política de Thomas Jefferson havia estat de respectar el dret dels amerindis a les seves terres ancestrals, permetent que tots els amerindis que havien adoptat el comportament angloeuropeu es quedessin a l'est del Mississipi. Ell va planejar guiar-los cap a la pràctica d'una societat basada en l'agricultura. No obstant això, Andrew Jackson va intentar renovar la política d'acció política i militar per a la deportació dels amerindis d'aquestes terres i va treballar cap a la promulgació d'una llei per a la deportació dels amerindis.
En el cas de 1823 de Johnson v. M'Intosh la Cort Suprema dels Estats Units va dictar una decisió que va declarar que els indis podien ocupar terres dins dels Estats Units, però que no podien posseir el títol d'aquestes terres. Jackson, com era comú abans de la Guerra Civil dels Estats Units, considerava la unió com una federació d'estats sobirans. Es va oposar a la política de Washington d'establir tractats amb les tribus ameríndies com si fossin nacions estrangeres. Per tant, la creació de jurisdiccions indígenes era una violació de la sobirania de l'Estat d'acord amb l'Article IV, secció 3 de la Constitució. Com ho veia Jackson, tant si els indis comprenien estats sobirans (cosa que violava la Constitució) com si eren subjectes a les lleis dels estats actuals de la Unió. Jackson va instar als indis a assimilar-se i obeir les lleis estatals. A més, creia que només podia acomodar el desig d'autogovern dels amerindis en territoris federals. Això requeria l'assentament a l'oest del riu Mississipi en terres federals.

## Suport i oposició
La Removal Act va rebre un fort suport de persones no natives al Sud, que estaven desitjoses d'obtenir les terres habitades per les cinc tribus civilitzades. En particular, Geòrgia, l'estat més gran en aquest moment, estava involucrat en una disputa contenciosa jurisdiccional als cherokees. El president Jackson esperava que la deportació resoldria la crisi de Geòrgia.
L'Indian Removal Act fou controvertida. Mentre que molts euroamericans van afavorir aleshores la seva aprovació, hi va haver una oposició significativa. Molts cristians missioners, el més destacat Jeremies Evarts, van protestar contra l'aprovació de la llei. Al Congrés, el senador de Nova Jersey Theodore Frelinghuysen i el congressista Davy Crockett de Tennessee va parlar en contra de la legislació. La Llei fou aprovada després d'un agre debat al Congrés.
Jackson veia la desaparició de les nacions tribals índies com a inevitable, apuntant a la promoció de la vida sedentària i la desaparició de les nacions tribals al nord-est dels Estats Units. Va titllar d'hipòcrites als seus crítics del nord, donada la història del nord; les tribus índies van ser conduïdes a l'extinció, els vedats de caça indis reemplaçats per granges familiars, i la llei tribal reemplaçada per la llei estatal. Si els indis del sud sobrevivien i la seva cultura es mantenia, es van enfrontar a poderoses forces històriques que només podien ajornar. Va despatxar representacions romàntiques de la cultura índia perduda com un anhel sentimental per a una època més simple en el passat, que el curs del progrés requereix avançar.
| « | La humanitat ha plorat sovint sobre el destí dels aborígens d'aquest país i la filantropia durant molt de temps ha estat emprada per idear mitjans per evitar-ho, però el seu progrés mai s'ha aturat un moment, i moltes tribus poderoses han desapareguda de la terra una per una. ... Però la veritable filantropia reconcilia la ment a aquestes vicissituds com ho fa l'extinció d'una generació per fer lloc a una altra ... La filantropia no podria desitjar veure aquest continent reposat en l'estat en què va ser trobat pels nostres avantpassats. Quin bon home preferiria un país cobert de boscos i explotat per uns pocs milers de salvatges a la nostra extensa República, esquitxada de ciutats, pobles i granges pròsperes, adornada amb totes les millores que l'art pot concebre o la indústria pot executar, ocupat per més de 12 milions de persones felices, i plenes de totes les benediccions de llibertat, civilització i religió? | » |

Jackson, segons l'historiador H. W. Brands, creia sincerament que la seva transferència de població era una 
"política assenyada i humana" que salvaria els indis de "l'aniquilació total." Brand escriu que donades les "realitats racistes de l'època, Jackson era gairebé correcte al sostenir que per als cherokees romandre a Geòrgia era arriscar la seva extinció." Jackson va retratar el seu paternalisme i el suport federal com un generós acte de misericòrdia.
El 24 d'abril de 1830 el Senat aprovà l'Indian Removal Act per una votació de 28 a 19. El 26 de maig de 1830 la Cambra de Representants aprovà l'Indian Removal Act per una votació de 101 a 97. El 28 de maig de 1830, l'Indian Removal Act fou signada com a llei pel president Andrew Jackson.

## Implementació
Si bé el trasllat dels amerindis era en teoria voluntari, a la pràctica es va fer una gran pressió sobre els líders dels amerindis perquè signessin tractats de transferència. La majoria dels observadors, tant si estaven a favor de la política del trasllat indi o no, es van adonar que l'aprovació de la llei significava el trasllat inevitable de la majoria dels indis dels estats. Alguns líders indígenes americans que havien resistit prèviament el trasllat ara començaren a reconsiderar les seves posicions, especialment després de la victòria de Jackson a les eleccions presidencials dels Estats Units de 1832. Les tribus afectades eren els cherokees, chickasaws, choctaws, creek i seminola. Altres pobles afectats i traslladats foren els wyandot, els kickapoo, els potowatomi, els shawnee, i els Lenape.
La Removal Act va aplanar el camí per a la migració reticent de desenes de milers d'indis americans a l'Oest, un esdeveniment àmpliament conegut com el "Camí de les Llàgrimes,« una deportació de la població nativa. El primer tractat de trasllat signat després de la Removal Act fou el tractat de Dancing Rabbit Creek el 27 de setembre de 1830, en la qual els choctaws de Mississipi cediren llurs terres a l'est del riu a canvi d'un pagament i de terra a l'Oest. El Tractat de New Echota, signat en 1835, va donar lloc al trasllat dels cherokees en el Camí de les Llàgrimes. Els seminoles i altres tribus no van marxar en pau. Juntament amb els esclaus fugitius es van resistir al trasllat. La Segona Guerra Seminola va durar des de 1835 fins a 1842 i va donar lloc a l'expulsió dels seminoles. Només un petit nombre es va mantenir, i al voltant de 3.000 van morir en la guerra entre els soldats nord-americans i els seminoles.